# Eurico de Aguiar Salles Airport
Eurico de Aguiar Salles Airport (engelska: Goiabeiras Airport, portugisiska: Aeroporto de Vitória, Aeroporto Eurico de Aguiar Salles, Aeroporto de Goiabeiras, franska: Aéroport Eurico de Aguiar Salles) är en flygplats i Brasilien.   Den ligger i kommunen Vitória och delstaten Espírito Santo, i den sydöstra delen av landet, 900 km sydost om huvudstaden Brasília. Eurico de Aguiar Salles Airport ligger 3 meter över havet.
Terrängen runt Eurico de Aguiar Salles Airport är platt österut, men västerut är den kuperad. Havet är nära Eurico de Aguiar Salles Airport åt sydost.Trakten är tätbefolkad. Närmaste större samhälle är Vila Velha, 8,0 km söder om Eurico de Aguiar Salles Airport. 